# Roland Schappert
Roland Schappert (* 2. Februar 1965 in Köln) ist ein deutscher Künstler, der seit 2006 überwiegend als Maler tätig ist.

## Leben
Schappert  wurde 1996 mit der Dissertation Martin Kippenberger: Die Organisationen des Scheiterns an der Ruhr-Universität Bochum promoviert. 2007 bis 2010 unterrichtet er als Gastprofessor für Freie Kunst/Malerei an der Hochschule für Bildende Künste in Braunschweig. Er lebt und arbeitet als freischaffender Künstler in Köln und veröffentlicht regelmäßig Essays über Aspekte der Kunst und Gesellschaft u. a. in Kunstforum International.

## Ausstellungen
Seit den neunziger Jahren werden Werke Schapperts in Einzel- und Gruppenausstellungen in Institutionen und Galerien im In- und Ausland gezeigt. Seit 2012 erstellt Schappert zudem Wandmalereien und Interventionen, die u. a. 2014–2015 in der Städtischen Galerie Wolfsburg, 2016 in der Kunsthalle Düsseldorf und 2016–2017 in der Gemeinschaftsausstellung Drama Queens im Museum Morsbroich, Leverkusen, zu sehen waren. Schapperts komplexe Videoarbeiten wurden auf verschiedenen Festivals präsentiert. 2005 wurde Roland Schappert gemeinsam mit Michael Ebmeyer mit dem Videonale-Preis 10 im Kunstmuseum Bonn ausgezeichnet. In den letzten Jahren zeigt er auch digitale Malereien, die er u. a. 2020 im Kunstverein Ruhr in Essen neben Wandmalereien sowie Interventionen im öffentlichen Raum ausstellte, 2021 im  Kunstverein Leverkusen.

## Publikationen

### Ausstellungskataloge (Auswahl)
- DRAWINGS TO CRY FOR, Zeichnungen 2010-2016, Salon Verlag, Köln 2016, ISBN 978-3-89770-472-5
- FÜRS ALL GENUG, 40 Jahre Städtische Galerie Wolfsburg im Dialog mit Wandmalereien von Roland Schappert, Distanz Verlag, Berlin 2015, deutsch/engl., ISBN 978-3-95476-098-5
- REISEFIBER. Katalog. Salon Verlag, Köln 2013, ISBN 978-3-89770-438-1. (deutsch/engl.)
- RE LOVE. Katalog. Text von Gregor Jansen. Salon Verlag, Köln 2013, ISBN 978-3-89770-433-6. (deutsch/engl.)
- NO MAN'S LAND. Katalog. Texte von Andreas Bee und Thomas Wagner. Salon Verlag, Köln 2010, ISBN 978-3-89770-365-0. (deutsch/engl.)
- REFLEXT ME THE LIGHT. Künstlerbuch. Texte von Stefanie Kreuzer, Annette Tietenberg, Thomas Wulffen und Arne Zerbst. Salon Verlag, Köln 2009, ISBN 978-3-89770-318-6. (deutsch/engl.)
- America. Salon Verlag, Köln 2005, ISBN 3-932189-28-0.
- POETRY KOOPERATIONEN mit Gästen, Künstlerbuch Texte von Roland Schappert und Michael Ebmeyer, Dieter M. Gräf, Joachim Ody sowie Sabine Maria Schmidt. Salon Verlag, Köln 2003, ISBN 3-89770-202-9.
- YOU, Künstlerbuch, Salon Verlag, Köln 2020, ISBN 978-3-89770-542-5
- IDEAS, Künstlerbuch, Salon Verlag, Köln 2019, ISBN 978-3-89770-538-8

### Weitere Publikationen (Auswahl)
- UNDECIDABLE PROBLEMS, Monografie, Text von Emmanuel Mir, Kunstforum International, Bd. 242, Köln 2016
- KUNSTURTEIL, (R.Schappert als Herausgeber, Autor, Cover) Kunstforum International, Bd. 235, Köln 2015
- Die Unverfügbarkeit des Abgebildeten. Künstlerportrait von Roland Schappert, Text von Christina Irrgang In: artist. Kunstmagazin, Nr. 84, Bremen Aug.–Okt. 2010.
- Thomas Wulffen: Roland Schappert: Umkehrung der Perspektive. In: Kunstforum International. Band 155, Juni–Juli 2001.
- Roland Schappert: Martin Kippenberger. Die Organisationen des Scheiterns. Verlag Buchhandlung Walther König, Köln 1998, ISBN 3-88375-281-9.
- DU FÄLLST MIR LEICHT, Gedichte, Parasitenpresse, Köln, 2020